# Filosofia del llenguatge ordinari
La filosofia del llenguatge ordinari és una metodologia filosòfica que veu l'origen dels problemes filosòfics tradicionals en la distorsió o l'oblit del significat real que tenen les paraules en l'ús diari. "Tal ús 'filosòfic' de la llengua, des d'aquesta perspectiva, crea els mateixos problemes filosòfics que pretén resoldre". La filosofia del llenguatge ordinari és una branca de la filosofia lingüística relacionada fortament amb el positivisme lògic.

## Principals tendències
Aquesta filosofia de pensament s'associa amb la feina més tardana de Ludwig Wittgenstein i un gran número de filòsofs de mitjans del segle XX que es pot dividir en dos grups principals. En les seves etapes més primerenques, contemporanis de Wittgenstein a la Universitat de Cambridge com Norman Malcolm, Alice Ambrose, Friedrich Waismann, Oets Kolk Bouwsma i Morris Lazerowitz van començar a desenvolupar idees que podrien ser considerades dins de la filosofia del llenguatge ordinari. Aquestes idees van seguir sent desenvolupades a partir de 1945 a través de la feina d'alguns filòsofs universitaris d'Oxford, dirigits inicialment per Gilbert Ryle, i després per J. L. Austin. Aquest grup d'Oxford també incloïa H filòsofs de malentesos desenvolupen. L. Un. Hart, Geoffrey Warnock, J. O. Urmson I P. F. Strawson. L'estreta relació entre la filosofia del llenguatge oridnari i aquests pensadors més tardans ha fet que a vegades se l'anomeni "filosofia d'Oxford". Alguns filòsofs actuals compromesos amb la filosofia del llenguatge ordinari són Stanley Cavell, John Searle i Oswald Hanfling.

## Idees centrals

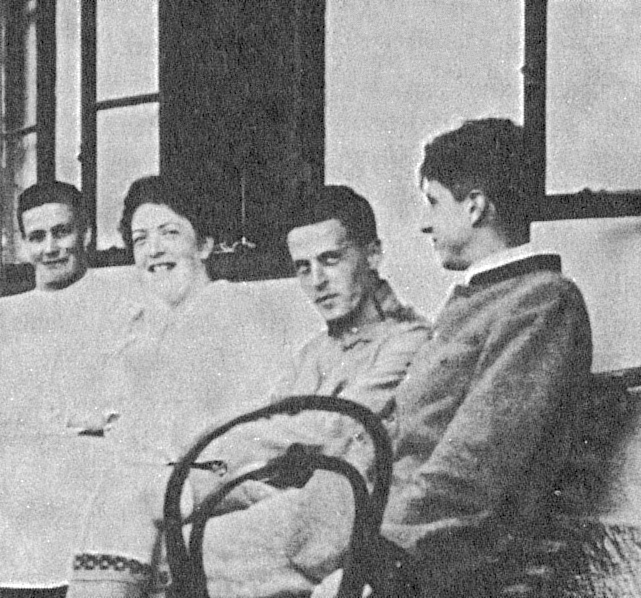
A la Hochreit, estiu de 1920. Ludwig Wittgenstein està assegut entre la seva germana Helene Salzer i Arvid Sjogren.

El Wittgenstein més tardà va argumentar que el significat de paraules resideix en el seu ús ordinari. A partir d'aquest argument, va néixer la idea que la filosofia havia estat problemàtica per intentar treure les paraules de context, allunyant-les del seu ús diari. Els filòsofs van voler construir noves definicions per paraules com "comprensió" o "coneixement", tot i que aquestes paraules ja tenen un ús ordinari. Més aviat, el que haurien de fer els filòsofs és explorar les definicions que aquests termes ja tenen, sense forçar una redefinició innecessària.
La controvèrsia realment comença quan filòsofs del llenguatge ordinari apliquen la mateixa tendència a qüestions com Què és la Veritat? O Què és la Consciència? Els filòsofs en aquesta escola insistien que no podem assumir que la 'Veritat' 'és' una' 'cosa' (en el mateix sentit que les taules i les cadires són 'coses'). Ans al contrari, hem de mirar a les maneres què fem servir les paraules 'veritat' i 'conscient' en el llenguatge ordinari. És possible que descobrim que no hi ha una única entitat a la qual es refereixi la paraula 'veritat'. Wittgenstein ens ho vol fer arribar a través del seu concepte d'una 'semblança familiar' (cf. Investigacions filosòfiques). Per això, els filòsofs del llenguatge ordinari tendeixen a ser anti-essencialistes.
L'anti-essencialisme i la filosofia lingüística associada tenen importància per corrents contemporànies com el feminisme, Marxisme, i altres filosofies socials que són crítiques de la injustícia de l'estat quo. Argumentar que la 'Veritat' és una única 'cosa' es relaciona amb projectes de dominació, on la denegació d'alternar les veritats és entesa per ser una denegació d'alternar formes de vida. Formes de pensament similars a vegades impliquen la filosofia del llenguatge ordinari amb altres moviments anti-essencialistes com el Postestructuralisme.